# Vô Chuẩn Sư Phạm
Vô Chuẩn Sư Phạm (zh. 無準師範; ja. Bujun Shiban; 1178–1249) là một vị Thiền sư Trung Quốc đời Tống thuộc phái Hổ Khâu, tông Lâm Tế. Sư là một vị Thiền sư xuất sắc với cơ phong giáo hóa đệ tử rất mạnh mẽ. Dưới sư đã đào tạo ra nhiều vị pháp tử có đóng góp rất lớn trong việc phát triển Thiền Tông tại Trung Quốc và có công truyền bá Tông Lâm Tế sang Nhật Bản và Triều Tiên dưới thời nhà Tống, Nguyên.
Ngoài ra sư cũng là nhà họa sĩ, nhà thư pháp nổi tiếng với nhiều tác phẩm về tranh họa, thư pháp vẫn còn được lưu truyền cho đến nay.

## Tiểu sử
Sư họ Ung (雍), hiệu là Vô Chuẩn, quê ở huyện Tử Đồng, Kiểm Châu, tỉnh Tứ Xuyên. Năm 9 tuổi, sư theo Thiền sư Đạo Khâm ở núi Âm Bình xuất gia tu học. Mùa đông năm thứ 5 niên hiệu Thiện Hy(1194), sư thọ giới cụ túc. Sư vì nhà nghèo không có nổi dao cạo tóc nên mọi người gọi là "Ô Đầu Tử" (Ông đầu đen).
Năm thứ nhất niên hiệu Khánh Nguyên (1195), sư đến nhập hạ ở Chính Pháp tự và học Thiền với thủ tọa Nghiêu. Tại đây sư có chổ khai ngộ.
Sau đó, sư đến tham học với Thiền sư Phật Chiếu Đức Quang là đệ tử nối pháp của Thiền sư Đại Huệ Tông Cảo tại Đông Am (東庵) trên núi A Dục Vương. Một hôm, Thiền sư Phật Chiếu hỏi sư: " Quê quán của ông ở đâu?", sư đáp: "Con ở Kiếm Châu!". Ngài hỏi: "Ông có đem kiếm theo không", sư liền hét. Thiền sư Phật Chiếu thấy vậy cười rồi nói: "Gã đầu đen này ồn ào quá".
Kế tiếp, sư đến tham học với Thiền sư Phá Am Tổ Tiên ở Tây Hoa Tú Phong Tự ở vùng Tô Châu, tỉnh Giang Tô. Khi Thiền sư Tổ Tiên chuyển đến giáo hóa tại Linh Ẩn Thiền Tự, sư cũng đi theo thị giả hầu cận gần thầy để tham học. Một hôm, có một vị đạo nhân đến xin Thiền sư Tổ Tiên chỉ dạy việc tu tập, ngài bèn dạy vị ấy tham công án "Con hồ tôn" (con vượn). Lúc đó, sư đang đứng hầu bên cạnh thầy, sư nghe được bỗng đại ngộ và được Thiền sư Tổ Tiên ấn khả.
Sau khi ngộ đạo, sư bắt đầu thuyết pháp và thu nhận môn đệ. Đầu tiên, sư giáo hóa tại chùa Thanh Lương ở vùng Minh Châu, tỉnh Triết Giang. Ngoài ra, sư cũng đến hoằng hóa tại nhiều nơi khác như tại núi Tiêu Sơn, núi Tuyết Đậu và núi A Dục Vương. Năm 1232, vua ban chiếu chỉ thỉnh sư đến trụ trì và giáo hóa ở Kính Sơn.
Năm 1233, vua Lý Tông thỉnh sư vào Từ Minh Điện ở nội cung thuyết pháp. Vua ban cho sư hiệu là Phật Giám Thiền sư. Những câu hỏi của vua và lời đáp của sư được ghi lại trong Vô Chuẩn Hòa Thượng Tấu Đối Ngữ Lục.
Trong cuộc đời hoằng pháp của sư, từng có nhiều vị tăng người Nhật vì mến mộ danh tiếng và đạo hạnh của sư mà đến học Thiền, điển hình như các vị Viên Nhĩ Biện Viên, Tính Tài Pháp Tâm, Diệu Kiến Đường Đạo Hựu. Những vị này sau khi trở về Nhật Bản đã truyền bá và phát triển Tông Lâm Tế. Thiền sư Viên Nhĩ Biện Viên là người sáng lập ngôi Đại Đức Tự (Tōfuku-ji) - một trong các đại bản sơn nổi tiếng của tông Lâm Tế Nhật Bản. Ngoài ra, một số đệ tử đắc pháp khác của sư (người Trung Quốc) như Vô Học Tổ Nguyên, Ngột Am Phổ Ninh cũng truyền bá Tông Lâm Tế sang Nhật và khá nổi tiếng.

Ngày 18 tháng 3 năm thứ 9 niên hiệu Thuần Hựu, sư an nhiên tọa Thiền thị tịch, hưởng thọ 71 tuổi. Trước khi tịch, sư có viết 20 trang di biểu để căn dặn, nhắc nhở chúng đệ tử. Sư có để lại bài kệ thị tịch: 
Khi đến trống hoang hoác
Ra về sạch trọi trơn
Muốn hỏi điều chân yếu

Chiếc cầu đá Thiên Thai.
Ngữ lục của sư được ghi lại trong bộ Phật Giám Thiền Sư Ngữ Lục (zh: 佛鑑禪師語錄, 5 quyển).

## Nghệ thuật
Ngoài dạy Thiền, sư còn là một nhà thư pháp, họa sĩ nổi tiếng. Một số tác phẩm nghệ thuật liên quan đến sư nay vẫn còn được lưu giữ là:
- Một số bản thư pháp do sư viết và trao cho pháp tử là Thiền sư Viên Nhĩ Biện Viên. Nay các bản thư pháp này vẫn còn được lưu giữ tại Đại Đức tự (Tōfuku-ji).
- Bức họa chân dung sư do một họa sĩ vô danh vẽ vào năm 1238. Sau này sư trao lại bức tranh này cho Viên Nhĩ và Viên Nhĩ đem bức họa về Nhật Bản vào năm 1241. Hiện nay, bức hoạ được lưu giữ tại Đại Đức Tự và được xếp hạng là báu vật quốc gia.
- Một bức thư do sư viết năm 1242, nay bức thư này được lưu trữ tại Bảo tàng quốc gia Tokyo và được xếp hạng là báu vật quốc gia.

- Bức thư của sư
- Bản ấn khả sư trao cho đệ tử là Thiền sư Viên Nhĩ
- Sơn Môn sớ